# Nigel Keay
Pour les articles homonymes, voir Keay.
Nigel Keay, né le 13 juin 1955 à Palmerston North, est un compositeur d'origine néo-zélandaise naturalisé français. 
Il étudia le violon au Conservatoire de Wellington, puis la musicologie à partir de 1980. En 1982 il obtint le premier prix de composition. Il commence une carrière qui l'amène dans toute la Nouvelle-Zélande. Il part pour la France en 1998 et s'installe à Paris, et acquiert la nationalité française en 2000. Il y est altiste dans un quatuor à cordes.
Il est l'auteur d'une œuvre abondante et variée, principalement instrumentale mais également lyrique. Nigel Keay, qui a fait ses études musicales pendant la période post-sérialiste, en a exploré les limites et s'est forgé un style original, rythmique et tonal, sans toutefois céder à la facilité post-romantique.

## Œuvres principales
- At the Hawk's Well (Au puits de l'épervier) (1992)
- Quatuor à cordes no 2 (1995)
- Symphonie en Cinq Mouvements (1996)
- Concerto pour alto (2000)
- Sérénade pour cordes (2002)
- Diversions pour quintette (2003)
- Terrestrial Mirror pour flûte, alto et harpe (2004)
- Adagietto antique Trio en quatre mouvements pour clarinette, alto et piano (2009)
- Souffle coupé pour quintette à vent (2015)